# 让-路易·科斯居尔

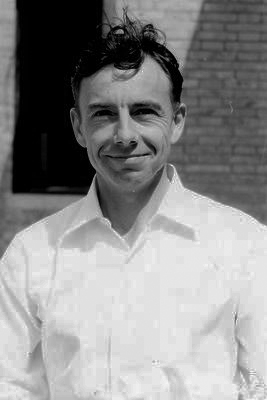
让-路易·科斯居尔

让-路易·科斯居尔（法語：Jean-Louis Koszul，法語發音：[ʒɑ̃ lwi kɔsyl]，1921年1月3日—2018年1月12日），是一位出生于法国斯特拉斯堡的数学家，最有名工作是对几何的研究与发现了科斯居尔复形。 
他在就读于斯特拉斯堡的 the Lycée Fustel-de-Coulanges，其后在斯特拉斯堡的 the Faculty of Science 与巴黎的 the Faculty of Science 学习。他在许多大学讲课，1963年成为格勒诺布尔 the Faculty of Science 的教授。他是布尔巴基学派一员，也是法国科学院的院士。
让-路易·科斯居尔是法国作曲家昂利·迪蒂耶的表亲。他们的祖父，作曲家朱力安·科斯居尔（Julien Koszul）是加布里埃尔·福莱的好友。科斯居尔与  于1948年7月17日结婚。他们育有三个子女：米歇尔（Michel）、贝特朗（Bertrand）与安娜（Anne）。
1983年春，科斯居尔应严志达教授邀请在中国天津南开大学讲学，其后由邹异明整理，科学出版社出版了《辛几何引论》一书，作为《现代科学基础丛书》之一，其中他的名字翻译成柯歇尔。

## 又见
- 科斯居尔代数（英语：Koszul algebra）
- 科斯居尔联络
- 科斯居尔-泰特分解（英语：Koszul-Tate resolution）
- 李代数上同调